# 정언유착
정언유착(政言癒着)은 정치계와 언론계간의 서로 긴밀한 관계를 의미하는 단어이다. 이는 곧 정치적 지위가 있는 자가 자신의 권력을 남용하여 오보된 내용의 여론몰이를 가능할 수 있게 됨은 물론이고, 국민 개개인이 정치, 사회 문제 등에 관한 정보를 자유롭고 정확하게 알 수 있는 권리인 알권리의 박탈을 야기할 수도 있음을 시사하는 부분이다.